# Osango
Osango es un despoblado que actualmente forma parte del concejo de Urbina, que está situado en el municipio de Villarreal de Álava, en la provincia de Álava, País Vasco (España).

## Historia
Documentado desde el 1 de julio del año 952, se hallaba entre las localidades de Urbina y Angellu y estaba formado por una iglesia y varias casas asentadas a su alrededor. Se desconoce cuándo se despobló.